# Церква Святого Миколи (Белз)
Церква Святого Миколи (колишній костел Пресвятої Діви Марії) — чинна церква у місті Белз, парафія належить до ПЦУ.

## Історія
Костел будувався з 1906 по 1911 роки і дістав ім'я св. Вероніки. Архітектором нового мурованого костелу був Калікст Кшижановський. Храм збудовано у стилі модерн з елементами неоготики. Фасад асиметричний, вежа знаходиться праворуч від входу. У фасад вмуровано ядра, а поверх нього вибито напис «O Mario Matko Boza Ratuj Nas». У міжвоєнний період костел використовувався як гарнізонний.

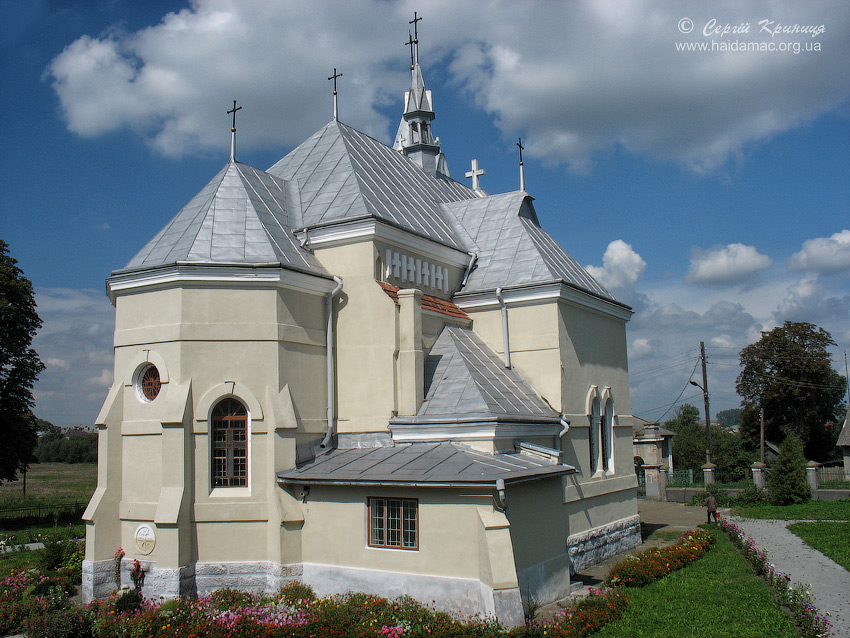
Церква Святого Миколая

У 1933-1938 роках за проектом архітектора Вітольда Равського закінчено будівництво всього костельного комплексу. Зокрема у 1935 році постав новий польовий вівтар св. Валентина, у якому нині зберігається нова копія ікони. Польовий вівтар збудовано у стилі функціоналізму. У 1933 році було збудовано дзвіницю в стилі модерн з елементами романтизму. Вона двоярусна, цегляна, увінчана короною, чим нагадує шахову туру. На фасаді розміщено один з історичних гербів Белза — зображення грифона. Вежа достатньо добре збереглася.

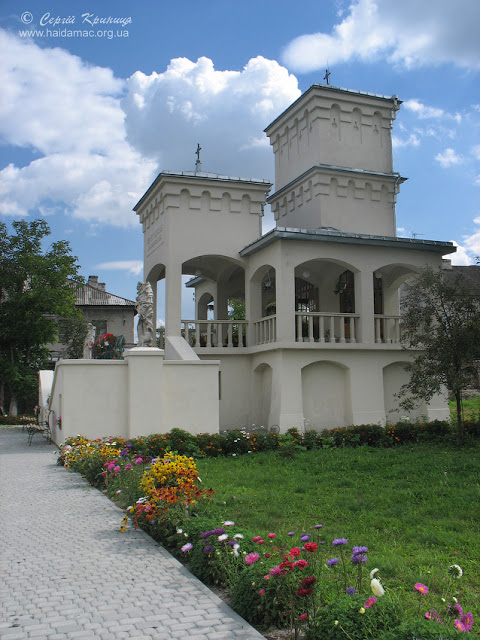
Каплиця Св. Валентина

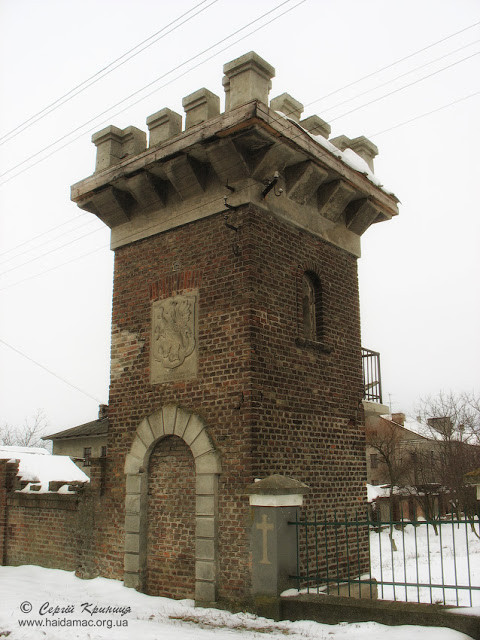
Дзвіниця з гербом

Брама костелу постала у 1935 році. За формою — це триаркова споруда. На ній зображено інший герб Белза — гармаш з гарматою та латинський напис «Belz constant fidelis» (Белз завжди вірний). Брама, як і дзвіниця, не реставрована, втім добре збережена. Хресна дорога була збудована останньою — у 1938 році. Вона складається з цегляних мурів з 14 станціями. Два задніх кути акцентовані наріжними капличками. З 1939 року, коли Белз, як і всю Польщу окупували Третій Рейх та СРСР, тут знаходився німецький прикордонний спостережний пункт, оскільки новий кордон Третього Райху з Радянським Союзом проходив по річці Солокія поряд з костелом. З 1951 року, коли Белз перейшов зі складу Польської Республіки до УРСР, тут розміщувався вже радянський прикордонний гарнізон. З 1991 року церкву передано православній громаді, відтоді вона отримала ім'я св. Миколи.